# Csengtu–Tucsiangjen nagysebességű vasútvonal

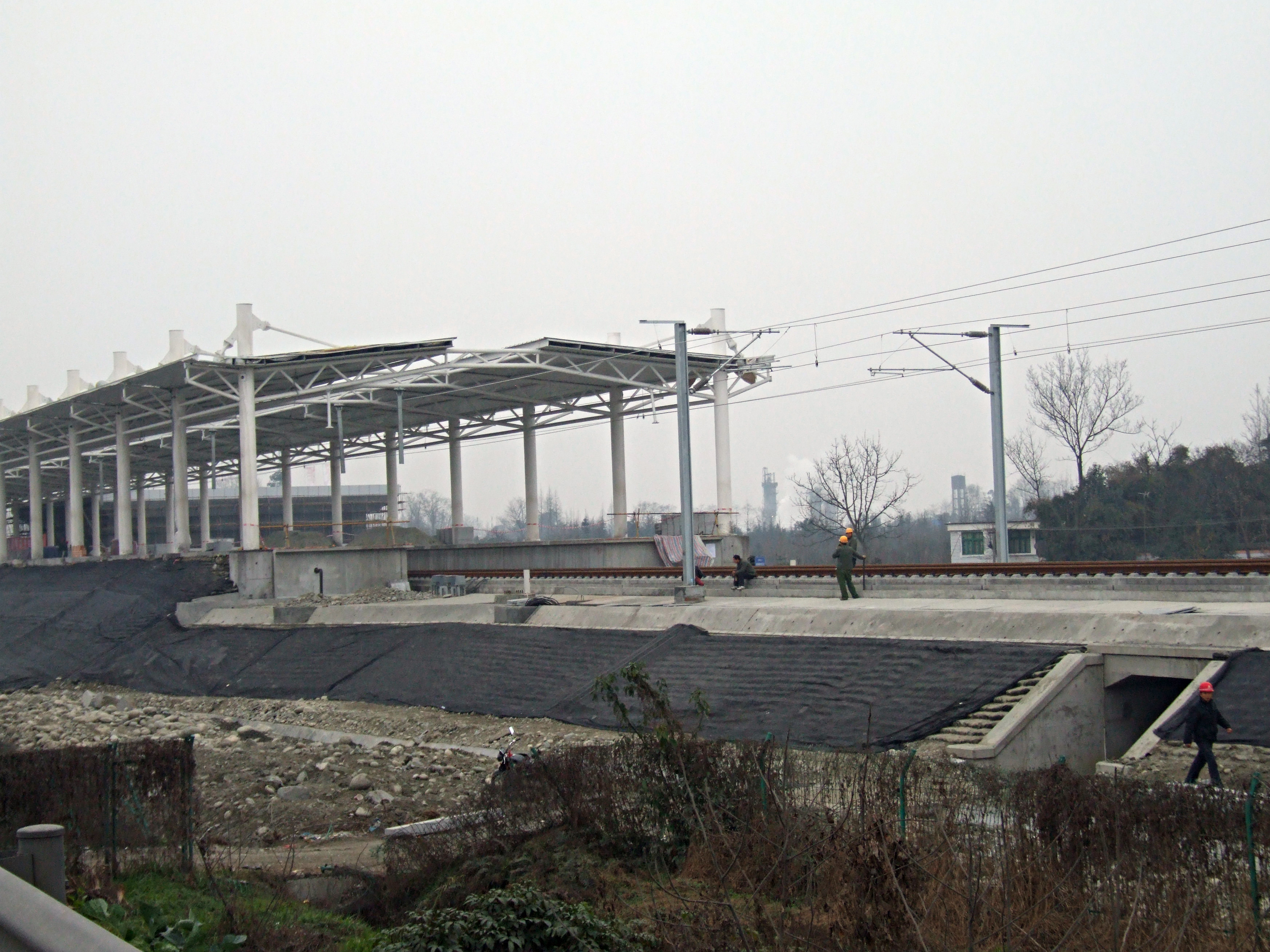
Az épülő vasútvonal

A Csengtu–Tucsiangjen nagysebességű vasútvonal (egyszerűsített kínai írással: 成都-都江堰高速鐵路; tradicionális kínai írással: 成都-都江堰高速铁路; pinjin: Chéngdū-Dūjiāngyàn gāosù tiělù) egy 65 km hosszú, kétvágányú, 25 kV 50 Hz-cel villamosított nagysebességű vasútvonal Kínában Csengtu és Tucsiangjen között Szecsuan tartományban. A vonal összeköti a tartomány fővárosát a távolabb található elővárossal. A vonalon 15 állomás található, maximális sebessége a vonatoknak 220 km/h. A teljes távot a CRH1 motorvonatok 30 perc alatt futják be. A vonal 18 hónapnyi építkezés után 2010. május 12-én nyílt meg. Úgy építették, hogy ellenálljon a földrengéseknek is. A vonal mellé átlátszó zajvédő falat építettek, hogy csökkentség a zajszennyezés, de az utasok is kiláthassanak a tájra. A teljes táv 67,8%-a híd és alagút. A leghosszabb viadukt 21 km hosszú.
A két város között minden nap 15 pár 8 kocsis, 661 férőhelyes CRH1 motorvonatok közlekednek.

## Története
2008 május 28-án egy nagy földrengés elpusztította Csengtu és Tucsiangjena városok nagy részét. A rekonstrukció részeként építették meg a nagysebességű vasútvonalat a katasztrófa sújtotta övezetben. Az építkezés kezdődött 2008 november 4-én, 20 000 ember dolgozott a vonalon. A teljes költség 13 milliárd kínai jüan volt.
A próbaüzeme 2010 április 1-én indult, a teljes kereskedelmi üzem május 12-én kezdődött a nagy földrengés második évfordulóján, mely megölt mintegy 70 000 embert a régióban.